# レーク・タンドン
レーク・タンドン（Lekh Tandon、1929年2月13日 - 2017年10月15日）は、インドの映画監督、俳優。映画監督としてボリウッドで活動し、2000年代には『Swades』『Rang De Basanti』『チェンナイ・エクスプレス 〜愛と勇気のヒーロー参上〜』『Chaarfutiya Chhokare』に俳優として出演した。ウルドゥー語演劇作家のヨーグラージ・タンドンは兄弟に当たる。

## 生涯
レークの父ファキール・チャンド・タンドンはプリトヴィーラージ・カプールの友人で、共にライオールプルのカールサ高校で学んだ。レークの兄弟ヨーグラージがプリトヴィーラージ・カプールの助監督・秘書を務めており、その縁でプリトヴィーラージからボリウッドに誘われる。
1950年代から助監督としてボリウッドで活動を始め、1962年に『Professor』で監督デビューした。1966年にはヴィジャヤンティマーラー、スニール・ダットを起用して『都の花嫁アムラパーリー』を製作し、アカデミー賞外国語映画賞に出品された。1968年にラジェーンドラ・クマールを主演に迎えた『Jhuk Gaya Aasman』は興行的には失敗したが、インド映画の古典的作品として位置付けられている。これ以降は『Prince』『Ek Baar Kaho』『Agar Tum Na Hote』などのヒット作を数多く製作し、1977年に監督した『Dulhan Wahi Jo Piya Man Bhaye』ではフィルムフェア賞 脚本賞を受賞している。
映画の他にテレビシリーズの監督も務め、ドゥールダルシャンの『Phir Wahi Talash』『Farmaan』などを監督した。また、レークは『Dil Dariya』を通してシャー・ルク・カーンの才能を発掘したと言われている。

## フィルモグラフィー

### 映画監督
- Professor（1962年）
- 都の花嫁アムラパーリー（1966年）
- Jhuk Gaya Aasman（1968年）
- Prince（1969年）
- Jahan Pyar Miley（1969年）
- Andolan（1975年）
- Dulhan Wahi Jo Piya Man Bhaye（1977年）
- Ek Baar Kaho（1980年）
- Sharada（1981年）
- Khuda Kasam（1981年）
- Doosri Dulhan（1983年）
- Agar Tum Na Hote（1983年）
- Uttarayan（1985年）
- Do Rahain（1997年）
- Phir Ussi Mod Par（2018年）

### テレビシリーズ監督
- Dil Dariya（1988年-1989年）
- Phir Wahi Talash（1989年-1990年）
- Farmaan（1994年）

### 俳優
- Swades（2004年）
- Paheli（2005年）
- Rang De Basanti（2006年）
- Halla Bol（2008年）
- チェンナイ・エクスプレス 〜愛と勇気のヒーロー参上〜（2013年）
- Chaarfutiya Chhokare（2014年）